# Pfarrkirche St. Lorenzen im Mürztal

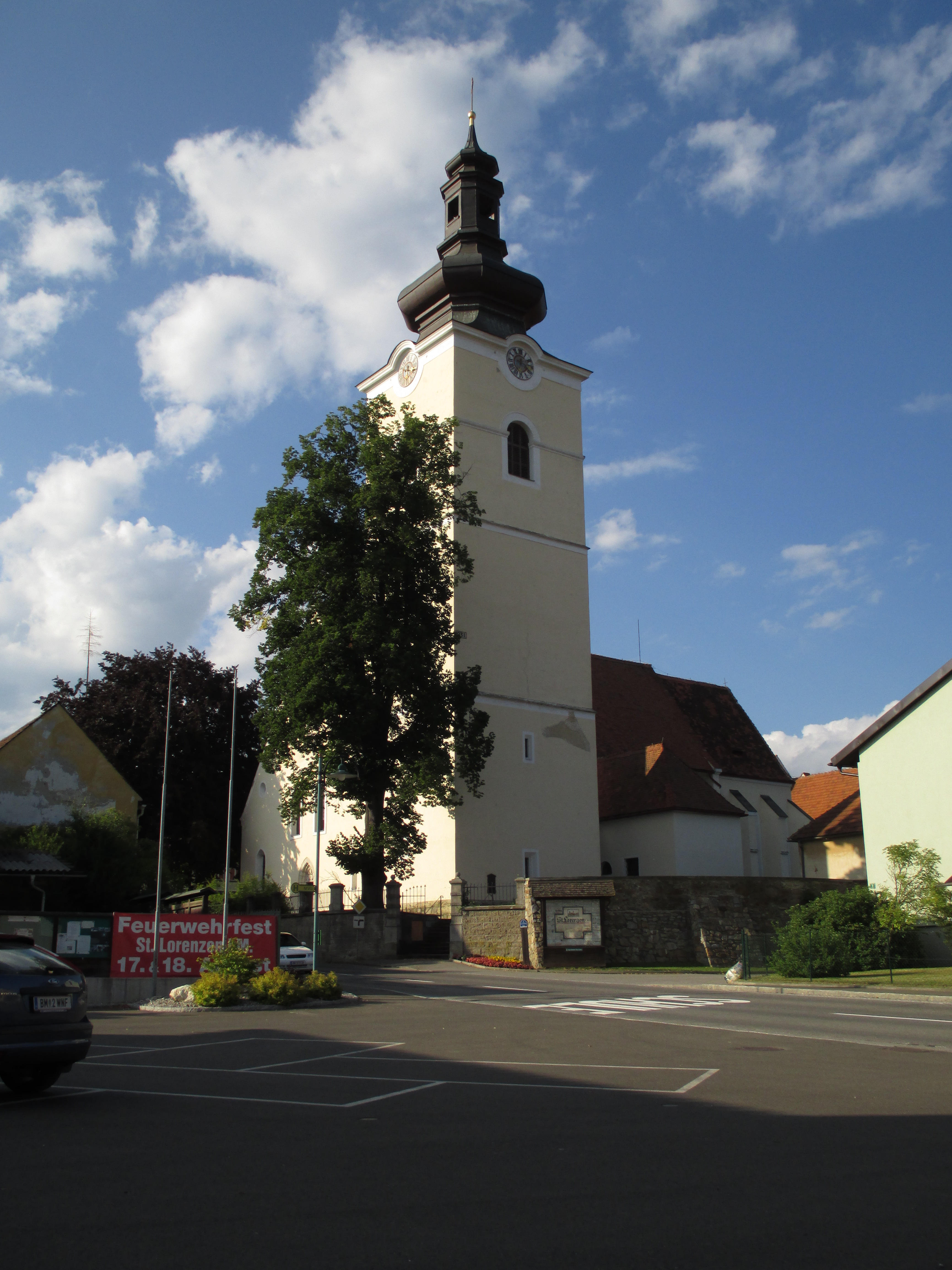
Katholische Pfarrkirche hl. Laurentius in Sankt Lorenzen im Mürztal

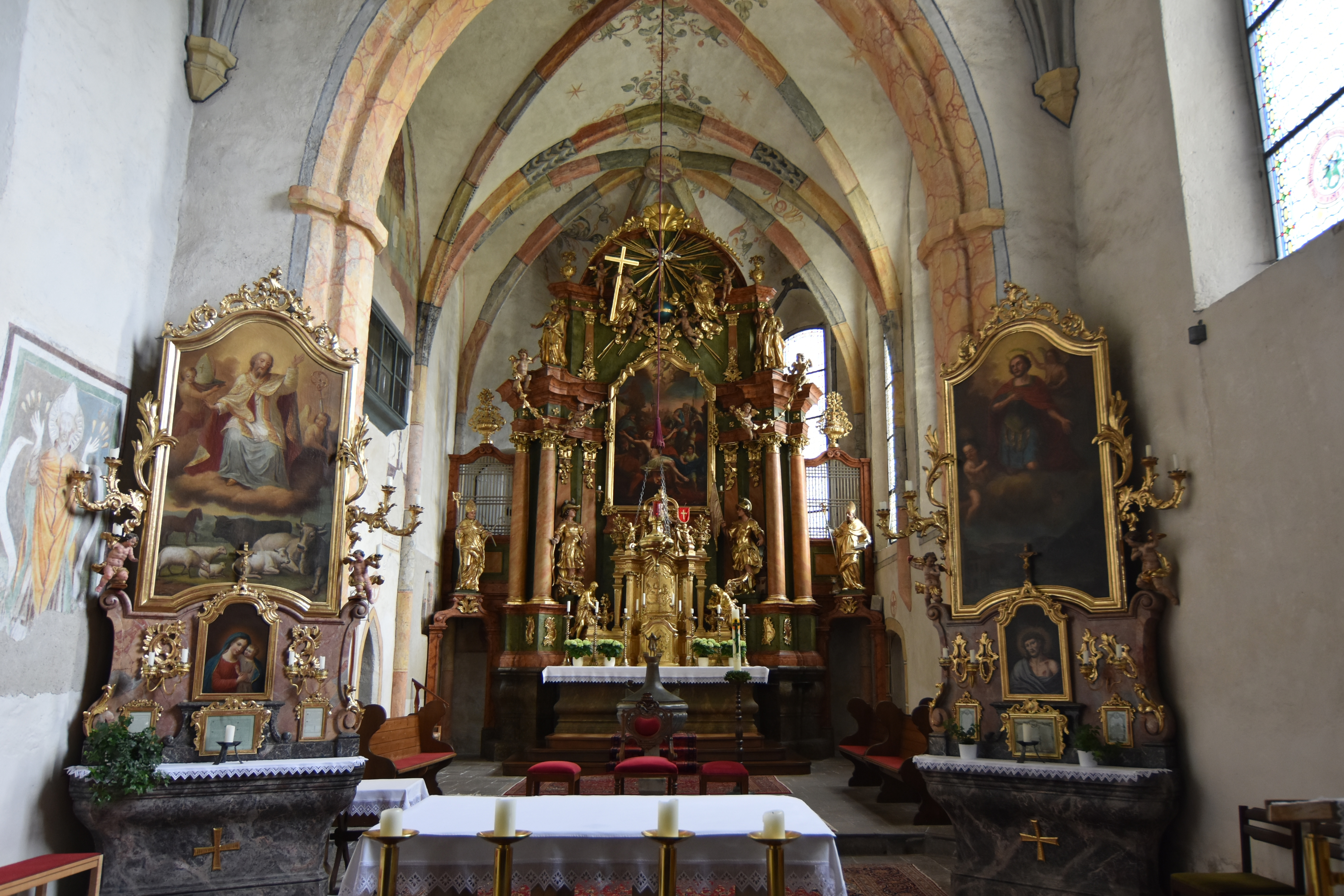
Mittelschiff, Blick zum Chor

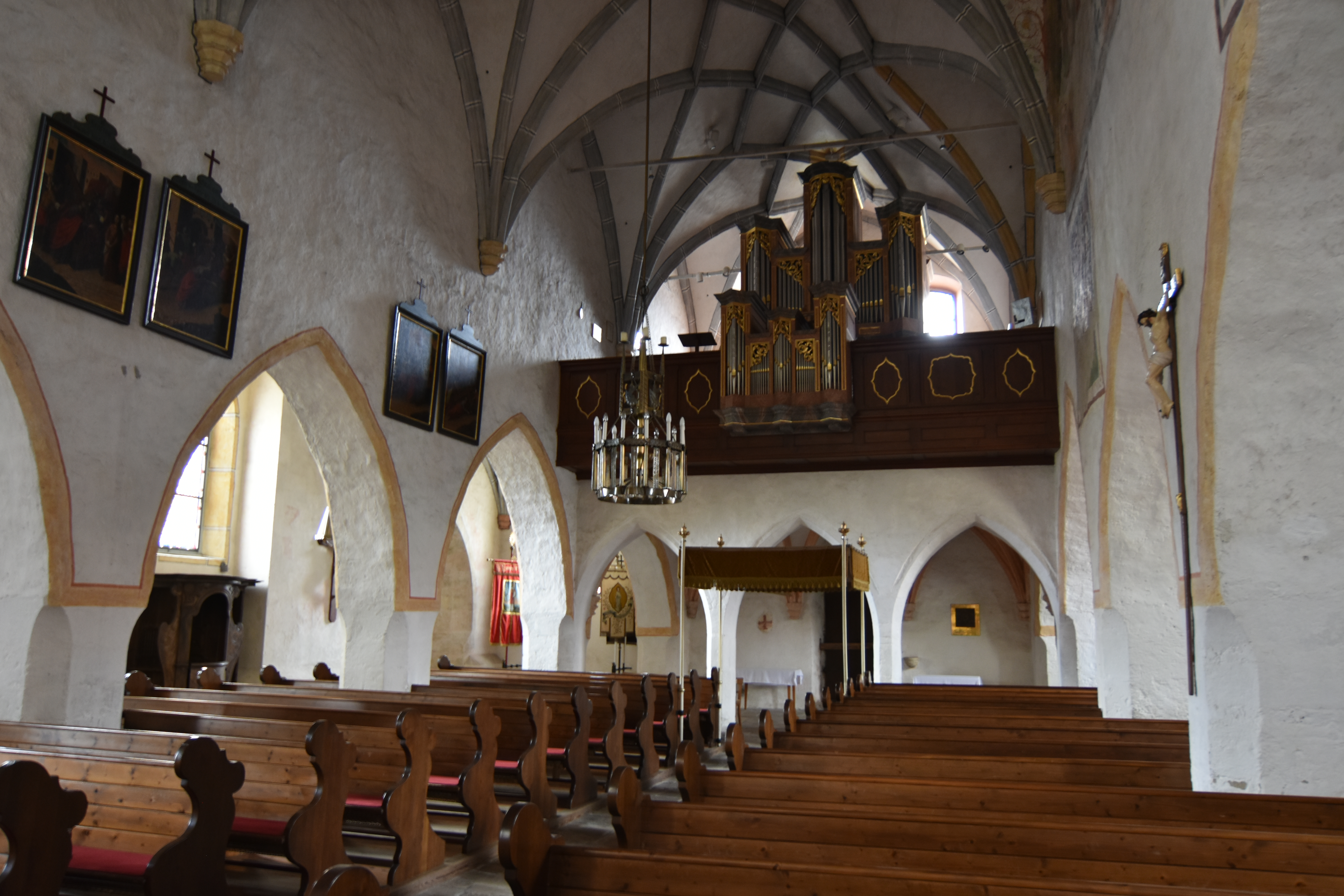
Mittelschiff, Blick zur Empore

Die Pfarrkirche St. Lorenzen im Mürztal steht in der Gemeinde Sankt Lorenzen im Mürztal im Bezirk Bruck-Mürzzuschlag in der Steiermark. Die dem Patrozinium hl. Laurentius unterstellte römisch-katholische Pfarrkirche gehört zum Dekanat Bruck an der Mur (Seelsorgeraum Bruck an der Mur) in der Diözese Graz-Seckau. Die Kirche und der Kirchhof stehen unter Denkmalschutz (Listeneintrag).

## Geschichte
Diese älteste Pfarre des Mürztales wurde 875 urkundlich genannt. Von 1526 bis 1577 im Besitz des St. Georgsritterordens in Millstatt am See und bis 1773 im Besitz vom Jesuitenkolleg Graz.
Das Langhaus entstand in der zweiten Hälfte des 12. Jahrhunderts, es wurde im Ende des 15. Jahrhunderts gewölbt. Der Chor entstand um 1343, der Turm von 1431 bis 1481. Die Kirche wurde 1981 außen restauriert.

## Architektur
Das im Kern spätromanische Langhaus zeigt sich glatt, der Chor hat abgetreppte Strebepfeiler. Die Fenster im Chorschluss sind Maßwerkfenster, die weiteren Fenster sind barockisiert. Die gotischen Glasgemälde sind im Museum für angewandte Kunst in Wien und in Privatbesitz. Der mächtige wehrhafte viergeschoßige gotische Turm steht an der Südwestecke leicht vor der Westfront und leicht in das südliche Seitenschiff eingerückt, er hat Traufgesimse und trägt einen gedrückten Zwiebelhelm mit Laterne. Das spitzbogige Westportal zeigt im Tympanon einen Dreipass und Maßwerk.
Die dreischiffige im Kern spätromanische Pfeilerbasilika war ursprünglich unter Flachdecken. Die alten schlitzförmigen Lichtgadenfenster an den Hochmauern des Mittelschiffes sind über den Gewölben im Dachboden erhalten. Das heutige Mittelschiff ist unter Einbeziehung des ehemaligen romanischen Chorquadrates sechsjochig, die schmalen durch Spitzbogenarkaden mit dem Mittelschiff verbundenen Seitenschiffe fünfjochig, ihre Ostjoche haben abgeschrägte Ecken. Die Einwölbung erfolgte im Ende des 15. Jahrhunderts, im Mittelschiff mit einem Netzrippengewölbe und in den Seitenschiffen mit Sternrippengewölben auf Konsolen und teils auf Diensten sowie im südlichen Seitenschiff zeigen einige Konsolen Wappenschilde. Im zweiten Ostjoch der Seitenschiffe sind längsrechteckige barocke Kapellen angebaut. Im Mittelschiff steht eine dreiachsige sternrippenunterwölbte Westempore aus dem Ende des 15. Jahrhunderts. Der eingezogene profilierte Triumphbogen ist spitzbogig. Der einjochige Chor ist südlich leicht breiter als das Mittelschiff und schließt mit einem Fünfachtelschluss, er hat ein Kreuzrippengewölbe auf Halbkreisdiensten und runde Schlusssteine.

## Ausstattung
Der stattliche barocke Hochaltar zeigt das Bild hl. Laurentius von Johann Baptist Scheith 1748, der Rokoko-Tabernakel entstand in der Art von Veit Königer um 1770. Die Rokoko-Seitenaltäre der Heiligen Patritius und Donatus entstanden um 1770/1780, die Altartische sind entfernt. Der Barbara-Altar aus dem zweiten Viertel des 18. Jahrhunderts beinhaltet in einem Glasschrein eine Skulptur des toten Heiland von Veit Königer gegen 1780. In den barocke Seitenkapellen gibt es einen Marien- und Josefsaltar. Die große Kanzel entstand um 1730. Bemerkenswert auch die Darstellung des Feiertagschristus an der Nordwand des Hauptschiffes.
Die Fenster der Kirche sind innen barockisiert; die heutigen Glasscheiben wurden 1914 von angeführten Pfarrangehörigen gestiftet (u. a. mit den Wappenschildern der Familien Fraydenegg-Monzello und Almasy im Hauptschiff).
Die Orgel ist aus 1965.

## Grabdenkmäler
- Innen: Magdalena von Strobelhoff gestorben 1669 und ihre Tochter Anna gestorben 1670, Katharina Sophia März gestorben 1711, Barbara Mugerle gestorben 1714.
- Außen: Friedrich Matz gestorben 1811, Ignaz Flois gestorben 1838, Helena Lock gestorben 1834 aus Mariazeller Eisenguss, Anton Matz gestorben 1881.